# Florence Lewis
Florence Parthenia Lewis (24 de septiembre de 1877 - 10 de marzo de 1964) fue una matemática y astrónoma estadounidense.

## Primeros años y educación
Nacida en Fort Scott, Kansas, Lewis asistió a la Universidad de Texas para obtener su título universitario, que recibió en 1897, y al Radcliffe College para obtener un master, que recibió en 1906. Obtuvo su Doctorado en la Universidad Johns Hopkins en astronomía y matemáticas.

## Carrera e investigación
Lewis era profesora en el Goucher College durante su entera carrera de enseñanza, desde 1908 cuándo fue nombrada como instructora, hasta 1938 cuando se retiró como profesora Emérita. Fue conocida por sus estudios de interpretación geométrica de invariantes algebraicas.

## Honores y premios
Miembro desde hace mucho tiempo de la Sociedad Matemática Estadounidense, fue consejera desde 1919 hasta 1922. También fue miembro de la Sociedad Astronómica Estadounidense y de la Sociedad Astronómica del Pacífico.